# Kirchenfeldstrasse 78

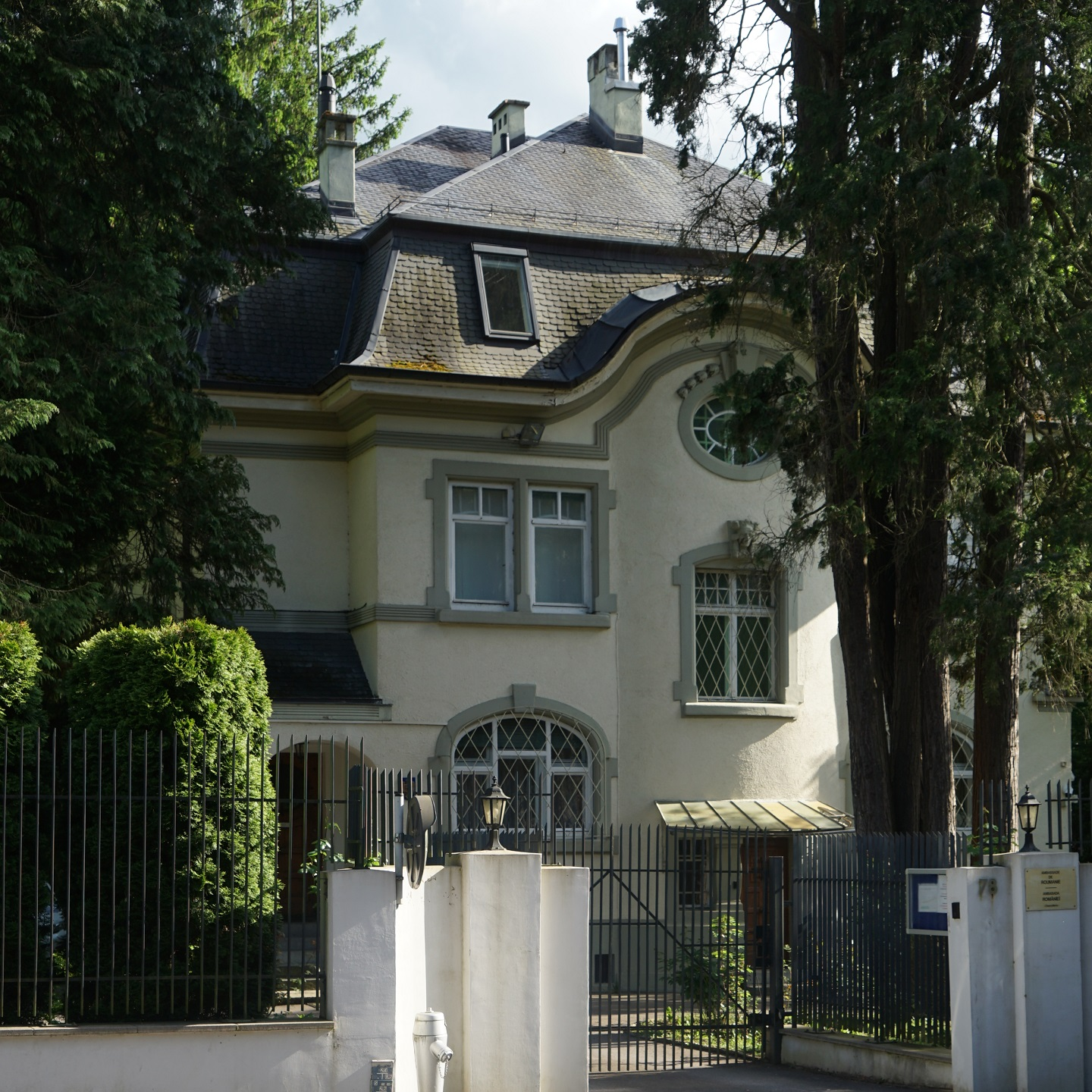
Strassenseitige Ansicht, 2025

Die Villa Kirchenfeldstrasse 78 ist ein denkmalgeschütztes Gebäude in der Stadt Bern. Das Bauwerk im neobarocken Stil wurde 1904 von den Architekten Bracher & Widmer als Wohnhaus geplant. Es ist Sitz der Rumänischen Botschaft in der Schweiz.

## Lage
Die Liegenschaft «Kirchenfeldstrasse 78» liegt westlich des «Thunplatzes» und gehört zur von Villen und anspruchsvollen Mietshäusern geprägten Baugruppe «Kirchenfeld» im Quartier Oberes Kirchenfeld. Das Nachbarhaus im Westen, und die drei im Osten folgenden Villen wurden von der Denkmalpflege ebenfalls als «schützenswert» ausgezeichnet, unter ihnen befinden sich die kanadische Botschaft und die Residenz der norwegischen Botschafterin. Gegenüber haben die Doppelhäuser 73/75 und 77/79 mit den Botschaften der Philippinen und Österreichs das Prädikat «schützenswert». Schräg gegenüber befindet sich die moderne britische Botschaft. Östlich schliesst sich mit der Villa Le Pavillon und dem «Wasserschloss» am Thunplatz ein Ensemble an, das als Teil der «städtebaulichen Gesamtkonzeption» und Kulturgut nationaler Bedeutung unter Schutz gestellt wurde. Die Gebäude sind weitgehend im Originalzustand erhalten.

## Geschichte
Die Erschliessung des etwa 80 Hektar grossen Kirchen- und Lindenfelds begann 1881 mit dem Bau der Kirchenfeldbrücke durch die Berne-Land-Company in London. Ein Wohnquartier für das wohlhabende Bürgertum sollte entstehen, jedoch verlief der «Verkauf von Bauparzellen mehr als schleppend». Um den Absatz zu fördern, wurde die Berner Kirchenfeld-Baugesellschaft gegründet. Sie schrieb einen Architekturwettbewerb für Villen aus, erstellte schlüsselfertige Villen und suchte Käufer für diese.
Hauptarchitekt der Baugesellschaft wurde Eugen Stettler, der Bauten im Stil der italienischen Renaissance entwarf. Eduard von Rodt und Henry B. von Fischer entwarfen ebenfalls Gebäude im Stil des Historismus, wobei von Fischer für die neobarocken Villen am Thunplatz verantwortlich war. Bracher & Widmer planten unter anderem 1901 die Reihenhäuser Kirchenfeldstrasse 50–52 und Bürkiweg 19–21, sowie 1905 die heutige Residenz des italienischen Botschafters in der Elfenstrasse 10 und 1907 ein Heim für Turnanstalt und Sportinstitut in der Kirchenfeldstrasse 70. Bauherr und Auftraggeber der 1904 fertiggestellten Villa mit der Nummer «78» war ein Dr. Hegg. Der Bau einer Garage erfolgte 1935, diese wurde 1957 vergrössert. Bracher entwarf später bedeutende Bauten im neoklassizistischem Stil, wie die Hauptpost in Aarau und das Gymnasium Kirchenfeld.
Das Gebäude wurde 1957 im Inneren für die Gesandtschaft umgebaut. Zuvor befand sich diese in der «Villa Frisching» am Kocherpark. Ende November 1962 wurde die rumänischen Gesandtschaft in eine Botschaft umgewandelt. Die konsularische Abteilung der Rumänischen Botschaft ist in der Brunnadernstrasse 20 eingerichtet.

## Beschreibung
Die zweigeschossige neobarocke Villa ist stilistisch vom Jugendstil beeinflusst und trägt ein Mansartdach. Strassenseitig wird sie durch einen breiten Risalit mit geschweiftem Giebel geprägt. Das Fenster im Giebel, ein querovales Ochsenauge, und ein grosses Stichbogenfenster darunter setzen einen Hauptakzent der Fassade. Der Keilstein des Stichbogens ist mit der Applikation einer Büste verziert. Das Pultdach der Vorhalle an der Nordostecke wird von einer gedrungenen Ecksäule abgestützt. Der Dienstboteneingang ist in den Kellersockel eingefügt. Gartenseitig ist der Südfassade im Erdgeschoss eine winkelförmige Veranda vorgebaut, von der eine kleine Treppe in den Garten führt. Das Obergeschoss zeigen garten- und strassenseitig je zwei gepaarte Hochrechteckfenster. Ihre Gewänder sind angefast. Zur Gliederung gehören kannelierte Gurtgesimse. Die Seitenfassaden sind einfacher gestaltet. Die Villa ist grau und hell verputzt. Das Dach zeigt Schlepplukarnen. Mit Ausnahme von einigen neu angelegten Fensteröffnungen ist das Gebäude im Originalzustand erhalten. Auch der Aussenraum ist «von denkmalpflegerischem Interesse».
Im Stadtberner Bauinventar wird die Villa als «schützenswert» geführt.

## Belege
1. ↑  A-Objekt, KGS-Nummer 00738 im Schweizerischen Inventar der Kulturgüter von nationaler und regionaler Bedeutung.
2. 1 2  Quartiergeschichte Kirchenfeld-Brunnadern im Berner Bauinventar,  S. 4–6, abgerufen am 21. Juli 2023 (PDF; 6,99 MB).
3. 1 2 3 4  Kirchenfeldstrasse 78 im Berner Bauinventar. (PDF, 778 kB, abgerufen am 26. Mai 2025) Beschreibung von 1986, 2016 überarbeitet.
4. ↑  Andrea Weibel: Friedrich Widmer. In: Historisches Lexikon der Schweiz.  29. November 2012.
5. ↑  bern.mae.ro: Relaţii bilaterale – Scurt istoric. Abgerufen am 28. Mai 2025.

Koordinaten: 46° 56′ 24,5″ N, 7° 27′ 23,4″ O; CH1903: 601361 / 198784